# Antoine-Jacques Houdet
Antoine-Jacques Houdet est un prêtre sulpicien français né le 1er décembre 1764 à Chalonnes-sur-Loire et mort le 7 avril 1826 à Montréal.

## Biographie
Antoine-Jacques Houdet est le fils d'Antoine Houdet et de Jacquine Houdet. Après ses études au séminaire d'Angers, il est ordonné prêtre le 27 septembre 1788, devient professeur de philosophie à Angers, fait son année de solitude (noviciat) à Issy en 1789 et est reçu au sein de la Compagnie des prêtres de Saint-Sulpice. Professeur de dogmatique au séminaire de Nantes en 1790, il refuse de prêter le serment de fidélité à la Constitution civile du clergé et quitte Nantes le 15 septembre 1792, émigrant à Bilbao. Il passe trois années en Espagne, à Estella puis dans le diocèse d'Orense. En septembre 1795, il rejoint Londres et, recommandé par le duc de Portland, s'embarque pour New York, avant de rejoindre Montréal.
Professeur au collège Saint-Raphaël à partir d'octobre 1796, il enseigne le latin, le français, les mathématiques, les sciences, l’astronomie et la philosophie, et publie divers manuels.
Conseiller écouté au sein du séminaire de Saint-Sulpice, il défend celui-ci dans ses litiges avec Joseph-Octave Plessis, Jean-Jacques Lartigue et le coadjuteur Bernard-Claude Panet, et s'oppose à la fondation d'un séminaire pour former des clercs à Montréal.

## Publications
- Cours abrégé de rhétorique à l’usage du collège de Montréal, Montréal, 1835
- Cours abrégé de belles-lettres à l’usage du collège de Montréal, Montréal, 1840
- avec Claude Rivière, Grammaire françoise pour servir d’introduction à la grammaire latine, Montréal, 1811

## Sources
- « Houdet, Antoine-Jacques », dans Les Prêtres de Saint-Sulpice au Canada : grandes figures de leur histoire, Presses de l'Université Laval, 1992